# 高坂桐乃
高坂 桐乃（こうさか きりの）は、伏見つかさが執筆し、かんざきひろがイラストを描いた、ライトノベル・アニメ・漫画シリーズ『俺の妹がこんなに可愛いわけがない』の女性主人公にあたる架空の人物。シリーズにおいて、桐乃は優秀な学業成績、高い運動能力、そしてモデルとして大きな人気を持つ学生である。 一方、密かに収集してきた「妹」をテーマにしたアダルトゲームフェチのおたくでもある。桐乃は兄の京介の助けを借り、自分の個人的な生活と密かな趣味を両立させようとする。
桐乃はアニメ・漫画ファンダムで非常に人気があり、幾分ブレイクアウト・キャラクターになったが、アニメでの「敵対的な行動」により、ファンと批評家の両方から様々な批判的な反応を受けた。

## 構想と制作
2013年9月、『俺の妹がこんなに可愛いわけがない』作者の伏見つかさは、Crunchyrollとのインタビューで、なぜ桐乃をおたくにしたのかと問われ、「元々は自分が楽しめるキャラクターを作ろうとしていただけだったが、桐乃をおたくにすることで、おたくである視聴者が彼女に親しむことができると思った部分もある」と述べた。
勝ち気な妹という桐乃のヒロイン像は、編集者の三木が著者の伏見に提案した「藤沢とおる先生が描く漫画に出てくるようなギャル」というコンセプトが基になっており、伏見は藤沢の漫画『GTO』を読んでそのイメージを反映させた。
シリーズの締めくくりに関して、伏見は桐乃の愛情と感情が「真に、そして完全に報われる」桐乃にとって完全なハッピーエンドのシナリオが今までなかったと述べ、「彼女が京介を深く気にかけていることに気付いたため、私は彼女のために何かしなければならないと感じた」と述べた。伏見は桐乃にハッピーエンドを与えることを決意した。彼によれば、「桐乃の将来のために、彼女のために可能な限り良い状況になるように最善を尽くした」。

## 登場

### 『俺の妹がこんなに可愛いわけがない』
ライトノベルシリーズ『俺の妹がこんなに可愛いわけがない』の桐乃は、主人公の京介の14歳の妹である。彼女は普段は成熟しており、年相応に自立している。しかし、これは表向きの姿であり、彼女は本当の性格（未熟で、虐待的で、恩知らずかつ攻撃的な「ツンデレ」のような性格）を、変質者で「ロリータ・コンプレックス」だと非難しながら、アダルトゲームをプレイしてキャラクターのルートを進めるように命じた京介だけに明かす。 彼女は、隠れて「妹」をテーマにしたアダルトゲームと、子供向けアニメシリーズの『星くず☆うぃっち メルル』に執着しているおたくである。彼女は雑誌のモデルとして働き、後に小説家となり、それらの収入で趣味を充実させていく。 妹に対して興味を持っているにもかかわらず、彼女はなぜ自分がアダルトゲームを好きになり始めたのかわからないと述べ、ブラザーコンプレックスであることを否定する。それにもかかわらず、彼女は、ゲームをしている時でも、外出している時でも、頻繁に京介が自分と一緒に時間を過ごすように強制するが、自分が兄と一緒に過ごす時間を楽しんでいることは否定する。
また桐乃は、京介が他の女性と一緒にいたり、他の女性に興味を示している時はいつでも不機嫌になる。桐乃は、京介が他の女性と一緒にいる時間を妨害することさえする。それにもかかわらず、彼女は兄に対して心から感謝している。彼女はキャラクターの可愛さのためにアダルトゲームが好きだと述べているが、それらのゲームをプレイする時、倒錯した一面を見せる。彼女はおたく友達と一緒にいる時は、きりりんというハンドルネームを使う。彼女は過去に、完璧な兄として見ていた京介を尊敬していた。桐乃が小学生時代の頃から、京介は桐乃から距離を置き始めていた。桐乃はかつて京介（友達と遊ぶために走って行った）を追いかけようとしたが、躓いて悲嘆に暮れ泣いた。このことは、彼女が勉強とスポーツに打ち込むことに拍車をかけた。彼女はまた、秋美との事件の後の京介の性格の変化にひどく失望した。
やがて二人の兄妹は恋に落ち、京介は桐乃に結婚を申し込み、桐乃はそれを受け入れた。 しかし、その直後、実の兄妹は現実では結婚できないことに同意した。その後、彼らは一時的に恋人同士になることを決心し、京介は桐乃の指に疑似的な婚約指輪を付けた。二人は後に教会で疑似的な結婚式を挙げ、そこでキスをして、兄妹であることが彼らの真の幸福であると明らかにした。 桐乃は京介に指輪を返し、恋人同士になるのは一時的という約束通りに関係を終わらせ、普通の兄妹に戻った。

### 他のメディア
『俺の妹がこんなに可愛いわけがない』シリーズに加えて、桐乃は、伏見が執筆し、かんざきがイラストを描いた別のライトノベルシリーズである『エロマンガ先生』のアニメ第11話にカメオ出演している。桐乃は『僕は友達が少ない』第11話でも見ることができるが、後ろ姿しか見えない。桐乃は、『俺の妹がこんなに可愛いわけがない』シリーズと『とある魔術の禁書目録』シリーズのキャラクターが登場するクロスオーバー作品『俺の妹がこんなに可愛いわけがない ～とある電撃娘（コラボ）の人生相談（ガールズトーク）～』にも登場する。桐乃は『とある魔術の禁書目録』のPSPゲームにも登場し、『電撃文庫 FIGHTING CLIMAX』でもプレイアブルキャラクターとして登場する。2016年には、総務省の『18歳選挙』キャンペーンモデルに抜擢されている。

## 反応

### 人気
桐乃のキャラクターは、アニメ・漫画ファンダムで非常に人気がある。『俺の妹がこんなに可愛いわけがない』第1巻の発売以来、表紙の桐乃のポーズはインターネットで人気のミームとなり、数人のネット住民が桐乃のポーズを編集して、様々なアニメ/漫画シリーズの他のキャラクターで再現している。2016年2月、総務省は、桐乃を10代を対象とした啓発活動のスポークスモデルとして使用することを発表した。桐乃は、一部の選挙シンポジウムで無料で配布された冊子に掲載された。
2014年7月、桐乃は「お気に入りのツンデレアニメガール調査」で489票を獲得し3位に選ばれた。2014年8月、桐乃は「アニメ史上もっとも性格が悪いキャラトップ20」で221票を得て、18位にランク付けされた。 2018年6月、桐乃は「アニメで最も愛されている5人の八重歯持ち」と「アニメで最も嫌われている5人の八重歯持ち」でそれぞれ4位と3位に選ばれた。2020年5月、桐乃と京介の関係は「アニメの5つの最悪の関係性」で3位にランク付けされた。

### 批評家の反応
『俺の妹がこんなに可愛いわけがない』のレビューに際し、Anime News Network（ANN）のセロン・マーティンは、『乃木坂春香の秘密』のキャラクターである乃木坂春香と比較し、乃木坂春香の興味の対象は単なるアニメシリーズだったが、桐乃は劇的にアダルトゲームにエスカレート（彼女は特定のアニメのファンでもあるが）していることを指摘し、「乃木坂春香は繊細で優しい女性らしさの花だったが、桐乃は「ツンデレ」黴だと述べた。後のレビューで、マーティンは、桐乃が「妹」タイプのアダルトゲームに魅了されていることには「より深い意味」があると示唆することに加えて、桐乃は「依然としていつものように苛立たしく、移り気」であると述べた。ANNのキム・モリッシーは、桐乃とエロマンガ先生の和泉紗霧を比較し、後者は桐乃とは異なり、「おたくの理想の妹、萌えの魅力を醸し出す静かな愛らしい目の女の子」のイメージと合致していると考えている。
THEM Anime Reviewsのティム・ジョーンズは、桐乃を「非常に嫌い」と強く批判した。THEM Anime Reviewsの別のレビュワーであるアレン・ムーディは、桐乃がアニメ第2期の「最も怖い」部分であったと述べた。